# Fjälaträsket
Fjälaträsket är en sjö i Piteå kommun i Norrbotten och ingår i Lillpiteälvens huvudavrinningsområde. Sjön har en area på 1,14 kvadratkilometer och ligger 153,1 meter över havet.

## Delavrinningsområde
Fjälaträsket ingår i det delavrinningsområde (728086-172678) som SMHI kallar för Utloppet av Fjälaträsket. Medelhöjden är 191 meter över havet och ytan är 15,92 kvadratkilometer. Det finns inga avrinningsområden uppströms utan avrinningsområdet är högsta punkten. Vattendraget som avvattnar avrinningsområdet har biflödesordning 2, vilket innebär att vattnet flödar genom totalt 2 vattendrag innan det når havet efter 39 kilometer. Avrinningsområdet består mestadels av skog (72 procent). Avrinningsområdet har 1,41 kvadratkilometer vattenytor vilket ger det en sjöprocent på 8,9 procent.